# سیارک ۱۱۸۹۶
سیارک ۱۱۸۹۶ (به انگلیسی: 11896 Camelbeeck، نامگذاری:1991GP6) یازده هزار و هشتصد و نود و ششمین سیارک کشف شده‌است که در ۸ آوریل ۱۹۹۱ کشف شد.
قدر مطلق سیارک برابر ۱۵٫۶۰ است.